# フェズ条約
フェズ条約（フェズじょうやく、アラビア語: معاهدة فاس、フランス語: Traité de Fès）は、1912年3月30日にモロッコのフェズにおいて、フランスとモロッコ王国の間で締結された条約である。これによってモロッコの大部分がフランスの保護領となった。
秘密条約だったが、その内容がフェズの住民に知られるところになると、同年4月17日に暴動が勃発した。
1912年11月にはフランス・スペイン間で条約が締結され、モロッコはスペイン保護領（リーフ地方）、フランス保護領、タンジェに分割され、うちタンジェは1923年に国際管理地域とされた。
第二次世界大戦よりモロッコの独立運動が盛んになり、1956年3月にモロッコ独立協定の締結とともに破棄された。